# Anne-Marie Schonk
Anne-Marie Schonk (27 de noviembre de 1995) es una deportista neerlandesa que compitió en remo. Ganó una medalla de bronce en el Campeonato Mundial de Remo de 2015, en la prueba de cuatro scull ligero.

## Palmarés internacional
| Campeonato Mundial | Campeonato Mundial     | Campeonato Mundial | Campeonato Mundial  |
| Año                | Lugar                  | Medalla            | Prueba              |
| ------------------ | ---------------------- | ------------------ | ------------------- |
| 2015               | Aiguebelette (Francia) | Medalla de bronce  | Cuatro scull ligero |